# 俄罗斯女人
俄罗斯女人（风格化下全部大写）是俄罗斯塔吉克族女歌手玛妮扎的歌曲，單曲于2021年3月19日独立发行。它代表俄罗斯參與2021年在荷兰鹿特丹舉辦的2021年欧洲歌唱大赛，最終以204分位列第9名。

## 背景
|                                      | 这首歌讲的是过去几个世纪来，俄罗斯女性的自我意识发生了转变。俄罗斯女性从村屋农妇，变成了拥有选举权和被选举权的群体（是世界首创），从工厂车间工人演变成遨游太空的宇航员，一路走来的成绩令人欣喜。女性反抗刻板印象不言畏惧，社会责任乐于承担。这是歌曲的灵感所在。巧合的是，我是在巡演途中的2020年3月8日写的这首歌，但到了一年之后，我才首次表演这首歌。 |
| ——玛妮扎向Eurovision.tv.解释歌曲含义 | |

## 構成
俄罗斯女人是首每分鐘102拍的e小調歌曲，由玛妮扎、奥利·阿夫尼（Ori Avni）和欧利·卡普兰共同創作。歌曲主要以俄语構成，包含部分英語，這是俄羅斯繼2009年來，時隔12年再次有以俄语演唱的參賽作品。曲風方面，俄罗斯女人被視為流行饒舌、民謠與電子舞曲。

## 欧洲歌唱大赛
為了選出2021年俄羅斯代表，第一頻道舉辦《2021年欧洲歌唱大赛 — 這個決定》（«Евровидении-2021 — такое решение»），讓全國人民決定本次比賽的參賽歌曲和參賽歌手。最終，玛妮扎以39.7%得票率獲得冠軍，獲得2021年歐洲歌唱大賽俄羅斯代表資格。玛妮扎的勝出後，许多俄罗斯观众认为歌手玛妮扎是塔吉克族的后裔，演唱关于俄罗斯女性的歌曲不妥，加上她积极参加同性恋和妇女权利运动，歌曲视频和她的Instagram帐号出现众多仇恨言论，要求她退出欧洲歌唱大赛。国家杜马文化委员会第一副主席叶莲娜·德拉佩科建议禁止玛尼扎在演唱时展示俄罗斯国旗，又认为欧洲歌唱大赛毫无文化价值，过于政治化，亲同性恋群体。
經過「半決賽分配抽籤」，俄罗斯女人被安排在5月18日的第一場半決賽（Semi-final 1）。最終玛妮扎以225分的成績獲得第一場半決賽第3名，成功進入決賽。在5月22日的决赛中，玛妮扎以評審得分104分，觀眾得分100分，合計得分204分位列第九名。

## 专业评价
Wiwibloggs根據內部評審團評價給予歌曲7.18/10，評審團認為玛妮扎一改過往俄羅斯派出英語參賽的改變令人耳目一新，這首融合說唱、電子和民謠的歌曲是近年來最獨特的作品。CNET給予歌曲4/5分，認為它有趣且充滿活力，最棒的當屬採用俄语演唱。德國《明鏡》稱讚團隊嫻熟融合各類曲風的創作。Vulture的琳賽·韋伯（Lindsey Weber）評論道：「這首歌可能有20個不同部分，但每個部分都比上一個部分更出人意料」。俄罗斯自由民主党主席弗拉基米尔·沃尔福维奇·日里诺夫斯基稱這次的比賽成績為「恥辱」，表示「僅憑歌聲、歌曲和歌詞是無法奪得勝利，你還要有熱情」。俄羅斯著名電視主持人亞娜·魯德科夫斯卡婭接受採訪表示玛妮扎表現非常出色，但也表示：「這世上沒有奇蹟，打從決定用俄語開始，就注定這次俄羅斯不會有好成績」。
玛妮扎於賽場上穿著的巨大衣服尤其受到歡迎，《纽约时报》描述它像巨大的俄罗斯套娃，並認為玛妮扎以一身紅衣工作服現身呼應了歌曲主題。澳大利亚广播公司也給予服裝好評，並驚訝於她怎麼在舞台移動。《明鏡》表示對於想看到歐洲歌唱大賽神奇服裝的各位，這就是特別為你準備的。《每日电讯报》讚賞玛妮扎為大家帶來戶外社交的解決辦法，透過30條巨大棉被編織而成的巨大裙子。

## 榜单表现
| 榜单（2021年）                           | 最高排名 |
| ---------------------------------------- | -------- |
| 比利时佛兰德（Ultratip榜外單曲榜）       | 32       |
| 希腊（國際唱片業協會希臘分會國際單曲榜） | 51       |
| 冰岛（Plötutíðindi）                     | 40       |
| 立陶宛（AGATA）                          | 12       |
| 荷兰（百强单曲榜）                       | 81       |
| 俄羅斯（Tophit電台榜）                   | 1        |
| 瑞典（瑞典最熱榜）                       | 84       |
| 烏克蘭（Tophit電台榜）                   | 2        |

## 发行历史
| 地区 | 日期          | 格式                | 厂牌 | 参考   |
| ---- | ------------- | ------------------- | ---- | ------ |
| 多国 | 2021年3月19日 | 數位音樂下載 流媒体 | 独立 | [ 29 ] |